# Krzysztof Szulowski
Krzysztof Szulowski (ur. 25 maja 1963 w Janowcu) – polski polityk i samorządowiec, lekarz weterynarii, mikrobiolog, profesor nauk rolniczych, profesor Państwowego Instytutu Weterynaryjnego – Państwowego Instytutu Badawczego, poseł na Sejm VIII i IX kadencji.

## Życiorys
Absolwent I Liceum Ogólnokształcącego w Puławach, a następnie Wydziału Weterynaryjnego Akademii Rolniczej w Lublinie. Stopnie naukowe w zakresie nauk weterynaryjnych uzyskiwał w Państwowym Instytucie Weterynaryjnym – doktora w 1997 (na podstawie pracy pt. Wartość testu ELISA w diagnostyce brucelozy u zwierząt) i doktora habilitowanego w 2006 (w oparciu o rozprawę zatytułowaną Wartość diagnostyczna metody PCR i jej zastosowanie rezerwuaru pałeczek Brucella u zwierząt). W 2020 otrzymał tytuł profesora nauk rolniczych. Specjalizuje się w zagadnieniach dotyczących mikrobiologii i diagnostyki chorób zakaźnych zwierząt.
Od 1992 zawodowo związany z PIWet-PIB w Puławach. Objął stanowisko kierownika Zakładu Mikrobiologii i profesora nadzwyczajnego w tym instytucie.
Działacz związkowy, przewodniczył komisji zakładowej NSZZ „Solidarność” w PIWet-PZB. W latach 1998–2010 przez trzy kadencje był radnym powiatu puławskiego, był wiceprzewodniczącym, a w trzeciej kadencji przewodniczącym rady powiatu. Członek Prawa i Sprawiedliwości. Bez powodzenia kandydował w 2009 i 2019 do Parlamentu Europejskiego, w 2010 do sejmiku lubelskiego i w 2014 ponownie do rady powiatu.
W wyborach parlamentarnych w 2015 z listy PiS uzyskał mandat poselski, otrzymując 9019 głosów w okręgu lubelskim. W wyborach w 2019 z powodzeniem ubiegał się o poselską reelekcję, otrzymując 9764 głosy.
We wrześniu 2020 został przez prezesa PiS Jarosława Kaczyńskiego zawieszony w prawach członka partii za złamanie dyscypliny klubowej, głosując przeciwko nowelizacji ustawy o ochronie zwierząt; zawieszenie wygasło w listopadzie tegoż roku. W 2023 nie został wybrany do Sejmu X kadencji. W 2024 ponownie wybrany na radnego powiatu puławskiego.
Wszedł w skład komitetu wspierającego kandydaturę Karola Nawrockiego na prezydenta RP w wyborach w 2025.

## Odznaczenia
Odznaczony Złotym Krzyżem Zasługi (2008).